# Joseph Marquart
Josef Marquart, vagy Joseph Markward (Reichenbach am Heuberg 1864. december 9. – Berlin, 1930. február 4.) német történész és orientalista. Szakterülete voltak török és iráni tanulmányok és valamint a Közel-Kelet története.
Az Encyclopedia Iranica szerint Josef Marquart könyvei tele vannak mély és szinte kimeríthetetlen erudícióval, amelyekből következtethető, hogy szerzőjük tanult történész, filológus, geográfus és etnológus volt. 1901-ben megjelent Ērānšahr című könyvét az enciklopédia "még mindig mérvadó műként és valószínűleg legfontosabb műveként" említette.

## Életpályája
1864-ben született a németországi Reichenbachban, a Tübingeni Egyetemre járt, ahol katolikus teológiát tanult, később tanulmányait a klasszikus filológiára és történelemre váltotta.  1889-ben, Eugen Prym orientalista író asszisztense volt. Doktori disszertációját, az Assyriaka des Ktesias címűt elfogadták, 1892-ben diplomázott. 1897-ben kezdett dolgozni, mint ókori történelem előadó. 1900-ban a hollandiai Leidenbe költözött, ahol a Museum Volkenkunde (Néprajzi Múzeum) kurátora lett.
1902-ben nevezték ki a Leideni Egyetem keresztény-keleti nyelvek tanársegédjévé. 1912-ben Berlinbe költözött, és a berlini egyetem iráni és örmény tanulmányok rendes professzora lett. Élete hátralévő részében Berlinben tanított, sőt 1930-ban, még halála napján is tartott itt előadást.
1922-ben vezetéknevét "Marquart"-ról "Markwart"-ra változtatta. Az Encyclopedia Iranica szerint ez párhuzamba állt azzal a sajátos tendenciájával, hogy írásaiban sajátos helyesírást használt".
Leghíresebb tanítványa az olasz orientalista Giuseppe Messina volt.

## Művei
- Ērānšahr nach der Geographie des Ps. Moses Xoranacʽi (1901)
- Osteuropäische und ostasiatische Streifzüge (1903, újranyomtatva 1961).
- Südarmenien und die Tigrisquellen (1930)
- Ērānshahr tartományi fővárosainak katalógusa (posztumusz kiadás, 1931)

## Fordítás
- Ez a szócikk részben vagy egészben  a   Joseph Marquart című angol Wikipédia-szócikk fordításán alapul.  Az eredeti cikk szerkesztőit annak laptörténete sorolja fel. Ez a jelzés csupán a megfogalmazás eredetét és a szerzői jogokat jelzi, nem szolgál a cikkben szereplő információk forrásmegjelöléseként.